# Winterberg (Weserbergland)
Der Winterberg ist ein 198,9 m ü. NHN hoher Berg in der Stadt Vlotho (Kreis Herford). Der Berg liegt im Südosten der Gemeinde Vlotho im Ortsteil Vlotho und gehört naturräumlich zum Weserbergland bzw. zum Lipper Bergland. Südlich des Bergs liegt der Ruschberg, nördlich die Weser.